# Makala
Makala − gmina (fr. commune) w dystrykcie Funa w Kinszasie, stolicy Demokratycznej Republiki Konga.
Burmistrzem Makali jest Macaire Bilombi Mbengi.